# William Hoyt
Pour les articles homonymes, voir Hoyt.
William Welles Hoyt (7 mai 1875 à Glastonbury - 1er décembre 1954 à Cambridge dans l'État de New York) est un athlète américain. 
Il participe aux Jeux olympiques d'été de 1896 à Athènes dans le concours du saut à la perche et remporte la médaille d'or avec une hauteur de 3,30 m.
Hoyt a aussi couru le 110 m haies et s'est classé deuxième de sa série, derrière Thomas Curtis, mais n'a pas participé à la finale.
Diplômé d'Harvard en 1897 puis d'une école de médecine en 1901, il devient docteur à Chicago. Il participe à la Première Guerre mondiale en France en 1918 et décide de s'y installer pendant quelques années en tant que chirurgien. Il retourne finalement aux Etats-Unis où il exerce à Berlin dans le comté de Rensselaer (New York).